# Rastafari
Rastafari är en monoteistisk nyreligiös och socialpolitisk rörelse. Den uppstod på 1930-talet bland den afrikanskättade befolkningen på Jamaica och bygger på drömmen att återvända till Afrika på basis av en egen tolkning av Bibeln, där Etiopien identifieras som "det förlovade landet". Rörelsen är även känd som etiopianism. Den   har en gudomlig syn på Ras (prins) Tafari, som blev Etiopiens kejsare Haile Selassie I år 1930, samt ser repatriationsivraren Marcus Garvey som profet, trots att bägge avvisade samröre med Rastafari.
Rastafari tog form på 1930-talet i den dåvarande brittiska kolonin Jamaica. Rastafari är ännu under stark utveckling som religion och social rörelse. Inspirationen kom främst från kröningen av Ras Tafari 1930, afrikansk medvetenhet genom studier och "afrikaorienterade" översättningar av den kristna Bibeln, etiopianism och pan-afrikanism. Tron spreds av vandrande rastapredikanter från och med 1930-talet bland fattiga, svarta människor på Jamaica. Bibeln, läst med "afrikanska ögon", var och är en helig skrift. The Holy Piby, som skrevs på 1920-talet i Anguilla, är också mycket viktig. Den pekar ut etiopierna som Guds utvalda folk och som förfäder till åtminstone färgade jamaicaner. Predikanterna såg den jamaicanske politiske aktivisten Marcus Garvey som profet och slavättlingarna i Amerika som ett folk i Babylonisk fångenskap. Rörelsen har förklarat Ras Tafari, som blev Etiopiens kejsare Haile Selassie I år 1930, vara samma gudom, Jahoviah, som ledde Moses och israeliterna ut ur träldomens Egypten till det heliga Zion.  Anhängarna förhärligar Etiopien och inte Israel som det förlovade landet, och ser etiopierna och sig själva som ättlingar till Israels kung Salomo och Etiopiens drottningen av Saba. Selassie är numera osynlig men verkande på jorden som på Mose tid som en inkarnation av Gud, kallad Jah.
De svarta afrikanerna hade enligt rastapredikanternas undervisning blivit exploaterade i århundraden av Babylon, "de vita européerna". Först blev de bortförda till Amerika som slavar, och efter slaveriets upphörande blev de lämnade åt sig själva i ett ondskefullt land som fortfarande styrdes av vita européer. Bibelns profeter hade emellertid lovat att Gud skulle hämta hem de rättrogna från Babylon och rasera detta onda rike och deras anhängare. Rättrogna är de goda som prisar Jah som en levande gud och inte tror på en ande i himlen. De försöker leva "ursprungligt afrikanskt" och tar avstånd från den västerländska ondskan (wickedness). De onda, även bland svarta kriminella, kommer att förgöras av Jah på Domedagen – Armageddon. Profetians första steg inleddes när Selassie blev kejsare 1930 – Lejonet av Juda hade rest sig.  Selassie och Garvey, bägge kristna, tillbakavisade visserligen rastafarianernas uppfattning, men rastafarianerna betraktar det som lögner spridda av massmedia kontrollerade av Babylon. Steg två är fred i Afrika, alternativt att rastafarianerna tar sig till Afrika för att upphäva krigen. De ständiga krigen mellan svarta i Afrika anses bero på den tidigare europeiska koloniseringen, slaveriet och ett utnyttjande av Afrika än idag. Det finns idag drygt en miljon aktivt troende rastafarianer i världen, därav 300.000 på Jamaica.
I motsats till de religioner i Karibien som blandat europeisk och afrikansk tro, exempelvis santeria på Kuba, har rastafarianerna utvecklat en unik uttolkning av Bibeln utan mycket av ursprunglig afrikansk religion.  De hävdar att stora delar av Bibeln har förvrängts av de vita "européerna" som ett led i deras fortgående förtryck av Afrika och afrikaner. De menar att Gamla Testamentets Zion är Afrika eller Etiopien. Bibelns berättelse om israeliterna som befrias från Babylon av perserna och får återvända till Israel handlar egentligen om afrikanernas fångenskap i Amerika, det egentliga eller nya Babylon. Stora delar av Gamla Testamentet ses som en profetia och många rastafarianer väntar ivrigt på Jahs domedag verkställd av Rastafari, då Babylon och dess onda anhängare ska förintas och de rättrogna regera jorden från ett jungfruligt och fredligt Afrika. Rastafari spreds till Storbritannien och Amerika med jamaicanska emigranter efter andra världskriget. Jamaicansk kultur och populärmusik, särskilt reggae med rastabudskap, spreds till Storbritannien i slutet av 1960-talet och därefter till resten av världen under 1970- och 1980-talen.

## Grundläggande drag
Som en slags parallell till sionismen uppmanade från och med 1920-talet jamaicanska rastapredikanter som Leonard Howell – inspirerad av landsmannen Marcus Garveys agerande för att åstadkomma en repatriering (en tillbakaflyttning av de svarta slavättlingarna i Amerika till Afrika) –  ett uttåg eller exodus från Jamaica till New Zion, som var Etiopien eller ett jungfruligt Afrika. Den dåvarande brittiska kolonin Jamaica och det vita, kristna västerlandet i stort sågs som förtryckare och förbrytare och gavs namnet Babylon. Rörelsen stötte på hårt motstånd i det protestantiska Jamaica och den unga rastarörelsens ledare fängslades, men den överlevde och växte. Inspirerade av bilder av kenyanska krigares frisyrer och  av berättelser i Bibeln  slutade rastafarianerna klippa och kamma håret. Den skräckinjagande frisyren döptes av andra till dreadlocks. I övrigt försökte rastafarianerna leva på ett sätt som de uppfattade som ursprungligt afrikanskt. De bosatte sig tillsammans i minisamhällen där de starka skulle hjälpa de svaga. Flertalet blev vegetarianer. Rörelsen fick under 1970-talet en internationell uppmärksamhet och växte kraftigt genom att många reggaeartister tog till sig religionen, lät håret växa ut i dreadlocks och involverade rörelsens budskap i sina sångtexter.
Haile Selassie (1892–1975), kejsare av Etiopien 1930–1974, ses av rastafarianerna som Messias eller en inkarnation av Jah/Gud. Rörelsens namn uttalas /rastafarai/, och namnet kommer från den etiopiske kejsaren Haile Selassies titel och namn som kronprins: Ras Tafari Makonnen (från amhariska: ራስ, /ras/, huvud (hertig) och ተፈሪ /täfäri/, vara fruktad). Namnet Haile Selassie betyder "treenighetens makt" och var det namn som kronprinsen och hertigen ras Tafari Makonnen antog 1930, när han kröntes till kejsare. Selassie, som var en trogen medlem av den etiopiska ortodoxa kyrkan, ses av de flesta rastafarianer som en inkarnation eller manifestation av Gud (något han själv förnekade). Enligt många rastafarianer avled inte Haile Selassie 1975 i fångenskap hos den nya kommunistiska regimen i Etiopien, utan gick in i något som liknar ockultationen (fördoldheten) i shiaislam, en slags mirakulös existensform som han kommer att återvända ifrån.
Selassie är den aspekt av Jah i den heliga Treenigheten som motsvarar messias. Rastafarianerna avvisar i regel inte Jesus som Messias utan ser honom som en tidigare messias, och Selassie som den återvändande frälsaren, nu som Guds konung på jorden. Däremot gör de skillnad på Vite Kristus och Svarte Kristus. Den senare är den verklige Kristus, den historiska personen och gudsinkarnationen Jesus. Den Vite Kristus är en ren fantasifigur skapad av den katolska kyrkan, en messias vars undervisning redigerats bort och ersatts med lögner av kyrkomötena århundradena efter Jesu död. I den Vite Kristus namn har inkvisitionen, slavhandeln, rasismen, Förintelsen, världskrigen och all annan ondska begåtts. Helig skrift är Bibeln, i synnerhet översättningar till engelska av den mycket gamla etiopiska Bibeln.
En rastafarian kan inte dö. Selassie kunde inte dö. Han störtades i en militärkupp 1974, efterträddes som kejsare av sin son, Amha Selassie, innan kejsardömet avskaffades 1975. Haile Selassie I avled i husarrest 1975, ett år efter att den marxistiska gerillan tagit makten i Etiopien. Kejsaren hade varit ganska populär i omvärlden, men inte i sitt hemland. Den nya regeringen anklagade Selassie för att ha varit en tyrann som inte gjort tillräckligt åt det feodala system som Selassie ärvt från sina föregångare och som höll miljontals människor i livegenskap, förslavade av feodalherrar som behövde dem som arbetskraft. Hans regim skulle enligt marxisterna ha utmärkt sig för sin brutalitet och förtryck av de etiopiska småbönderna och lantarbetarna. Den nya marxistiska regeringen ville även få tillgång till de pengar kejsaren antogs ha på utländska bankkonton, men några större summor har inte kunnat hittas.

### Koncept och regler
Ett viktigt rastafarianskt koncept är att säga "I and I," (jag och jag) i stället för "you and I" (du och jag), för att betona enheten mellan mänskligheten och Gud såväl som alla människors lika värde. Flertalet rastafarianer har emellertid, av kanske förklarliga historiska skäl, uppfattningen att människoraser är något som verkligen existerar, om inte vetenskapligt så åtminstone socialt. "Rasen" har påverkat och påverkar ännu idag medborgerliga rättigheter, människovärde, socialgruppstillhörighet, upprätthållande av fördomar, etc. En målsättning är därför, enligt rastafari-tron, att afrikaner runt om i världen hör hemma i Afrika och bör återvända dit. Eftersom detta inte kan ske förrän Gud anser Afrika vara renat från krig, stridigheter och andra föroreningar, är det en helig plikt för den rastatroende att vårda sin afrikanska kropp samt att återupptäcka och vårda sin afrikanska kultur och de afrikanska rötterna. Detta uttrycks bland annat genom:
- avståndstagande från det västerländska samhället, som de kallar Babylon [11]
- kommunitaristiskt boende (ibland kallat social living) i kollektiv med en radikal syn på ekonomin och en dela-med-sig-attityd, där de starka hjälper de svaga eftersom det är så man föreställer sig förfädernas liv i Afrika. Den kommunitaristiska ideologin för emellertid även med sig en högerkonservativ syn på sexualitet, abort, kvinnor och deras rättigheter och på mycket av det vardagliga, sociala livet i kollektivet.[12]
- kostregler (ital food) som framför allt medför att de är vegetarianer i någon mening (de flesta äter inte kött och skaldjur) [13]
- att de äldre utbildar de yngre vad gäller Afrika, de svartas historia i Amerika, om ett kommande uttåg (exodus), från Babylon till ett rikt, fredligt och jungfruligt Afrika som de rasta-troende menar ska ha funnits en gång i tiden och som Gud, Jah, ska återupprätta.[11]
- att de inte klipper sitt hår utan att låter det växa ut till s.k. dreadlocks (se bilden), en tradition som växte fram omkring 1950,[14] och som sedan spred sig när Jamaicas rastafarianer fick se foton på de kenyanska krigare av stammen Mau mau som 1952-1960 gjorde uppror mot den brittiska kolonialmakten.[15] Även bibelcitat som förbjuder en nazir att klippa sitt hår har anförts.[9][16]
- att de inte dricker alkohol, att de joggar, simmar och ägnar sig åt annan träning för att hålla kroppen/det afrikanska templet i god fysisk form,[17]
- tillbakavisandet av fysisk död när det gäller dem själva och deras trosfränder och tron på en speciell form av reinkarnation.[18]
- meditation, i kombination med ett andligt bruk av cannabis (marijuana) [19],[20]
- från och med 1970-talets början även användandet av reggaemusiken som religiös uttrycksform.[11]

### Cannabis som sakrament
Till Västindien kom cannabisbruket först efter slaveriets avskaffande, under senare delen av 1800-talet och början av 1900-talet, då plantageägare förde kontraktsbundna indiska arbetare till Karibien som tog med sig en cannabiskultur. Rastafarirörelsen är intimt förknippad med cannabis. Marijuana röktes och var integrerad i matlagningen på Jamaica långt innan rastafari började predikas på 1930-talet. Det är inte känt exakt när rastafarianer började hävda att cannabis är en helig växt och att intaget av den är ett sakrament, men det sena 1940-talets rastafarikultur var associerad med marijuanarökning på Pinnacle, det boendekollektiv som grundats av den tidiga rastapredikanten Leonard Howell. Då hade den brittiska kolonialmakten redan förbjudit cannabis, det 1963 självständiga Jamaica behöll förbudet, och polisen gjorde regelbundet razzior i rastafaribosättningar långt in på 1980-talet.
Rastafarianer ser cannabis som en sakramental och djupt välgörande växt som omnämns som Livets Träd i Bibeln. Man brukar citera Uppenbarelseboken 22: 2, som säger att trädets löv är till för läkning av nationerna. Rökning av cannabis, särskilt med långskaftade vattenpipor kallade chalices, är sedan 1940-talets slut ett måste i de religiösa sammankomster som rastafarianer kallar "reasoning sessions" där medlemmarna samlas för att diskutera livet ur rastafarianskt perspektiv. De ser användandet av marijuana som ett sätt att föra dem närmare Gud (Jah) och hävdar att den som röker örten kan se sanningen tydligare och avslöja Babylons (den vita Västvärldens) lögner och konspirationer. Effekten av rökningen är som om ullen dras bort från ögonen och korruptionen bränns bort ur hjärtat. Jamaica ses som en del av Babylon, och Livets Träd är enligt Uppenbarelseboken 22:2 och Hesekiel 47:12 något som växer i Edens lustgård eller i Det heliga landet (Zion). Marijuana borde inte enligt rastafarianernas bibelsyn kunna växa i Babylon, i det onda Jamaica. Att det ändå gör det brukar förklaras med att det är en gåva från Gud (Jah) till de plågade slavättlingarna i Amerika. Denna gåva ska öka de svartas medvetenhet och öppna deras ögon för en repatriering till Zion: Etiopien eller Afrika i allmänhet.

### Etiopianismen
Etiopianism är en term som används för att identifiera en typ av afrikansk oberoende kyrka, som är baserad på referenser till Etiopien i Bibeln, särskilt i Psaltaren 68:31 (Etiopien skall skyndsamt sträcka ut sina händer mot Gud... ej likadant i sv. översättn.), och på det mycket gamla och icke-koloniserade kristna riket Etiopien. Tillsammans skänker Bibelns referenser till Etiopien och Etiopiens långa historia en stadga för värdighet och oberoende. Etiopiska former av kyrkan stödde dessutom tidiga svarta nationalistiska rörelser och var till och med ibland inblandade i aktiva revolter. "Etiopianistisk" har också blivit en religiös klassifikationsterm, som inte är identisk med exempelvis den sydafrikanska sionismen.
Etiopien har genom historien lyckats hävda sig som ett oberoende kejsardöme medan resten av svarta Afrika koloniserats och utarmats genom att kontinenten plundrats på resurser – inklusive de 12,5 miljoner människor som mellan 1501 och 1866 tillfångatogs för att skeppas över till Amerika och säljas som slavar. Ungefär 88 procent överlevde resan över Atlanten; procentsatsen gäller vuxna män och är ett medelvärde som omfattar slavtransporter med allt mer utvecklade och större skepp, med växande lastkapacitet under de 364 åren. Den etiopiska kristendomen innehåller dessutom en tro på att en linje av landets kejsare härstammar från Israels kung Salomo och drottningen av Saba, och att det genom kontakterna med judarna i det forna Israel fanns en monoteistisk tro långt före kristendomens intåg i Etiopien. För det tredje har afroamerikanska predikanter hittat många ställen i Bibeln som de anser refererar till Afrika och i synnerhet Etiopien och dess folk. Detta sammantaget utgör grundvalen för den dynamiska mytologi som fått namnet etiopianism.

Lejonet av Juda stam på en Etiopisk flagga.

När de färgade afrikanerna i Amerika upprättade sina första kyrkor var Bibelns omnämnande av Etiopien (Nubien i vissa svenska översättningar) eller Kush den enda visionen om ett hemland. Inte bara det etiopiska kejsarhuset utan även en stor andel av den etiopiska befolkningen sågs som ättlingar till kung David och Salomo, och därmed bärare av en av världens äldsta monoteistiska (judiska och därefter kristna) traditioner. Etiopien var ett afrikanskt Sion för de svarta i Amerika på samma sätt som Israel och Jerusalem var det för judarna i diasporan. Svarta predikanter kunde relativt enkelt hitta stöd för en svart kristendom genom att tolka "de vitas" Bibel lite annorlunda. Etiopianismen gjorde det dessutom möjligt att tillbakavisa de euroetniska, "vita" föreställningarna om att Gud självklart var vit. Det var så länge sedan att den "vita" kristendomen inte kunde bevisa att de personer som Bibeln berättar om inte skulle kunna vara svarta.
Etiopianismen gav de svarta slavarna och de fattiga frigivna en vision om ett gyllene förflutet i form av en högstående svart civilisation. Även om slavarna i Amerika hade bortförts från Västafrika och inte från Etiopien, som ligger i östra Afrika, kunde man väl tänka sig att grupper av etiopier hade emigrerat och liksom antikens greker grundat kolonier i andra delar av Afrika under de 3 000 år som hade gått sedan kung Salomos tid.
Rastafarianerna kallar profeten Enok (Hanek), Jereds son och Metusalems far för Enok, etiopiern, och därmed har judendomen (och kristendomen) enligt de rastaäldre utvecklats från en ursprunglig rastafari i stället för tvärtom. Enok sägs ha vandrat med Gud i trehundra år efter att han fått sin son vid 65 års ålder, innan han till slut upptogs till himlen. Inom den tidiga judiska (och kristna) litteraturen finns tre skrifter Henoksböckerna där Henok (omnämnd i 1 Mos. 5:18-24 samt Jud. v. 14-15) anges som upphovsman. Första Henoksboken är troligen författad på arameiska och betydande delar av den har återfunnits i Dödahavsrullarna. Hela texten finns bevarad i etiopisk översättning och ingår i den etiopisk-ortodoxa kyrkans Bibel. Innehållet i samtliga tre Henoksböcker är apokalyptiskt och intressanta för rastafarianer.
Alternativt kunde man se "Etiopien" som en pars pro toto för hela Afrika söder om Sahara. Etiopianismen, som Marcus Garvey skulle komma att stödja sig på, kom tidigt till Jamaica. Redan år 1784 grundades etiopiska baptistkyrkan av slavpredikanten George Liele. Denna kyrka tillät sig att inlemma inslag av de olika afrikanska religioner som fanns hos slavarna på Jamaica, och utvecklade en teologi som överskred gränserna för de kristna trosföreställningarna. Denna kyrka har bytt namn och program många gånger under de nästan 230 år som gått, men kyrkan lever kvar eftersom dess religiösa innehåll och uttrycksformer faller dagens slavättlingar på Jamaica i smaken. Från etiopianismens filosofi och de religiösa inriktngar som denna gav upphov till härstammar såväl Garveys tillbaka-till-Afrika-rörelse som rastafarirörelsen och reggaemusikernas religiösa och samhällskritiska texter.

### Kebra Nagast
Förutom Bibeln använde (och använder) rastafarianerna ytterligare en helig skrift, nämligen det etiopiska nationaleposet Kebra Nagast. Denna bok hade fruktats så till den grad av de vita kolonialherrarna att inget bokförlag i världen hade fått tillåtelse att trycka den engelskspråkiga översättningen förrän 1922. Förutom att fastslå att den etiopiska dynastin utgick från kung Salomo, drottning Makeda av Saba och deras son, den förste etiopiske kungen Menelik I, tar boken upp kända händelser i boken och kommenterar dessa (på ett alltför afrikanskt sätt enligt den vita överheten).
Kebra Nagast eller The Glory of the Kings, är ett etiopiskt nationalepos författat på språket ge'ez . Verket redogör för det Salomoniska ursprunget till kejsarna Etiopien. Texten i sin nuvarande form är minst 700 år gammal och anses av många etiopiska kristna och rastafarianer vara ett historiskt tillförlitlig arbete. Den innehåller en redogörelse för hur drottningen av Saba (drottning Makeda av Etiopien) cirka 1000 år f.Kr. besökte kung Salomo i Israel och födde honom sonen Menyelek (senare kung Menelik I av Etiopien), och om hur förbundsarken fraktades till Etiopien när Menyelek reste hem till sin mor. Kebra Nagast berättar  också om hur etiopierna omvändes till judendomen och blev en del av Guds utvalda folk efter att tidigare ha dyrkat solen, månen och stjärnorna. Det förklarar varför det finns judar i Etiopien som i modern tid fått rätten att bosätta sig i Israel. Den judiska basen medförde dessutom att Etiopien blev tidigt kristnat. Kebra Nagast är inte enbart ett litterärt verk, men det är förvaret av etiopiska nationella och religiösa känslor.
Tanken är ursprungligen att Menyelek ska stanna i Israel som Salomos favoritson. Men Etiopien, som saknar en manlig arvtagare, kallar honom hem. Under resan hem från Israel, upptäcker Menyelek att arken är med honom, insmugglad i packningen. Israels kung Salomo upptäcker att snart att förbundsarken inte längre finns i templet i Jerusalem, vilket är början på en rad tragiska händelser för Israel. Kungen skickar ryttare efter Menyelek, men genom arkens mystiska krafter färdas hans son och hela hans följe mirakulöst hem till Etiopien/Saba innan Salomo ens hunnit utanför sitt rikes gränser. Kung Salomo vänder sedan åter för att trösta sig hos sin hustru, som är dotter till en farao i Egypten. Med tiden förför denna egyptiska Salomo så att han börjar dyrka egyptiska avgudar. Detta är själva orsaken till att Israel splittras i nordriket Israel och sydriket Juda efter Salomos död. När assyrierna skövlar nordriket och babylonierna senare ödelägger Jerusalem och templet och för bort överklassen till Babylon, finns i praktiken inte Gud i templet utan i Etiopien. Judarna hamnar i slaveri i Israel, men etiopierna (afrikanerna) måste ett och ett halvt årtusende senare betala genom att afrikaner i tusental förs bort med slavskeppen till Nya Världen, som de vita nyligen upptäckt. De svarta slavättlingarna kommer dock att få återvända till hemlandet när en kejsare som är en avatar av Gud kröns i Etiopiens land. Enligt Garvey är det en kristen tilldragelse och han planerar att föra hem afroamerikaner till Liberia med sitt rederi Black Star Liner. För rastapredikanterna handlar det om återupptäckten av den ursprunglige och svarte guden Jah (Gud) som i Selassies skepnad stigit ned till jorden för att föra hem slavättlingarna i förskingringen.
Kebra Nagast är indelat i 117 kapitel, och är förmodligen flera litterära arbeten som fogats samman. Boken presenteras i form av en debatt mellan 318 ortodoxa kyrkofäder i Första konciliet i Nicaea. Kyrkofäderna ställer frågan om vad Kebra Nagast består av, vilket besvaras med ett tal (kapitel 3-17) som avslutas med påståendet att en kopia av Guds härlighet gjordes av Moses och förvaras i förbundsarken. Efter detta läser ärkebiskop Domitius  ur en bok han hade hittat i kyrkan "Sophia" (möjligen Hagia Sofia), som introducerar  berättelsen om drottning Makeda, kung Salomo, Menelik I och om hur det kom sig att förbundsarken hamnade under en kyrka i Etiopien.

## Marcus Garvey och Rastafaris tidiga grundsatser

### Robert Athlyi Rogers: The Holy Piby

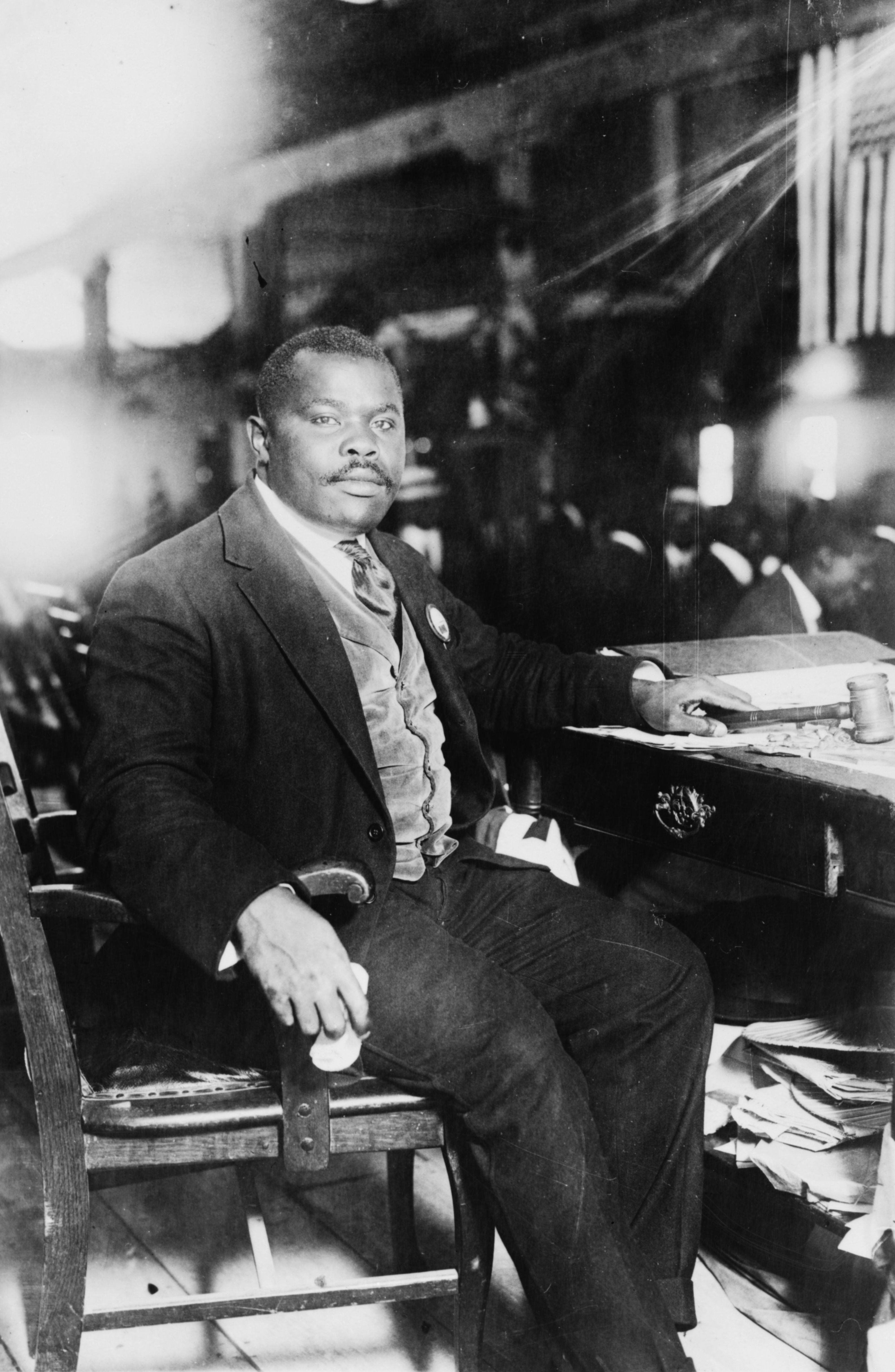
Panafrikanisten Marcus Garvey.

Rastafari växte fram under 1930-talet ur äldre messianska rörelser på Jamaica. The Holy Piby är en proto-rastafariansk text skriven av Robert Athlyi Rogers från Anguilla (đ 1931). Rogers skrev Holy Piby för en afro-orienterad religion i Västindien som han grundade själv på 1920-talet: The Afro-Athlican Constructive Gaathly. Teologin i detta arbete baserades på etiopierna som Guds utvalda folk. Den afro-athlitikanska kyrkan predikade självtillit och självbestämmande för afrikaner, med Holy Piby som vägledande dokument.
The Holy Piby består av fyra böcker. Den första, med titeln "The First Book of Athlyi Called Athlyi", har bara två kapitel. Nästa "The Second Book of Athlyi Called Aggregation", är den största boken med femton kapitel. Där identifieras Marcus Garvey som en av Guds tre apostlar. "The Third Book of Athlyi Named The Facts of the Apostles" presenterar två framstående medlemmar av UNIA-ACL: Robert Lincoln Poston och Henrietta Vinton Davis, som de båda andra apostlarna i den heliga Treenigheten. Titeln på den sista boken är "The Fourth Book of Athlyi Called Precaution". Den innehåller en katekesliknande serie av frågor och svar, där Garvey, Davis och Poston utpekas som frälsare för "Etiopiens nedtrampade barn".

### Marcus Garvey
Den jamaicafödde Marcus Garvey (1887–1940), som startade en tillbaka-till-Afrika-rörelse är – enligt de tidiga rastapredikanterna Leonard Howell (1898–1981), Joseph Hibbert (f. 1894), Archibald Dunkley (f. 1896) och Robert Hinds (f. 1895) – en profet och förelöpare jämförbar med Johannes Döparen. När Ras Tafari den 2 november 1930 kröntes till Etiopiens 111:e kejsare under namnet Haile Selassie I och Marcus Garvey med anledning av kröningen startat sin tillbaka-till-Afrika-rörelse och grundat ett rederi för överfarten, ansåg Howell och de andra tidiga jamaicanska predikanterna att den heliga processen börjat och tillskrev Garvey profetiska egenskaper.
Garvey anses ha förutsagt att när en svart konung – som är ättling till Gamla Testamentets kungar David och Salomo och drottningen av Saba – kröns i Afrika, börjar en process som leder till alla afrikaners enande och Afrika som en afrikanskt styrd kontinent. Det enda landet i Afrika som vid den tidpunkten var en självständig monarki och kunde kröna en svart konung var Etiopien, så det var mot Etiopien garveyisterna riktade sina ögon. Den som från 1916 till 1930 härskade i Etiopien med Ras Tafari (Selassie) som kronprins och regent var kejsarinnan Zewditu I. Båda ansågs enligt de inhemska kännarna av nationaleposet Kebra Nagast härstamma i rakt nedstigande led från Israels kung Salomo via dennes och drottningen av Sabas gemensamma son Menelik I. Saba var ett land som ansågs ha bestått av delar av dagens Etiopien och västra Jemen. Sex dagar efter Selassies kröning publicerade jamaicanen Marcus Garvey en artikel med religiösa övertoner om den nyligen installerade etiopiske kejsaren:
| ” | It was the coronation of the new Emperor of Ethiopia – Ras Tafari. From reports and expectations, the scene was one of great splendor, and will long be remembered by those who were present. (...) We do hope that Ras Tafari will live long to carry out his wonderful intentions. From what we have heard and what we do know, he is ready and willing to extend the hand of invitation to any Negro who desires to settle in his kingdom. (...) The Psalmist prophesied that Princes would come out of Egypt and Ethiopia would stretch forth her hands unto God. We have no doubt that the time is now come. Ethiopia is now really stretching forth her hands. This great kingdom of the East has been hidden for many centuries, but gradually she is rising to take a leading place in the world and it is for us of the Negro race to assist in every way to hold up the hand of Emperor Ras Tafari. | „ |

Den svarte nationalisten Garvey själv såg sig inte som profet och betraktade inte Selassie som en gud. För Garvey var den unge nykrönte Selassie i all sin prakt i stället ett löfte från Gud om att de svartas lidande snart skulle vara över genom att alla afrikaner i förskingringen fick tillbaka sitt urhem. När Garvey kan ha försökt antyda att den urgamla etiopiska kristendomen är de svartas sanna religion, uppfattade Jamaicas första tongivande rastafarianer det annorlunda. För Leonard Howell var Selassie en avatar av Gud som skulle se till att de svartas lidande upphörde, vilket onekligen var en förskjutning av Garveys kristendom till en helt ny, på Jamaica hemsnickrad religion: RastafarI
| ” | "Vår Gud har ingen färg, ändå är det mänskligt att se allting med egna ögon, och eftersom de vita har sett sin Gud med vita ögon, har vi nu (även om det är sent) börjat se vår Gud med våra ögon. (...) Vi negrer tror på den Etiopiske Guden, den evige Guden- Gud Fader, Gud Sonen och Gud den Helige Ande, den ende Guden i alla tider. Det är den Guden vi tror på, men vi ska dyrka honom med Etiopiens ögon.". | „ |

Det var möjligen ingen profetisk bedrift att anta att kronprinsen Ras Tafari förr eller senare skulle bli krönt till kejsare i det enda självständiga svarta landet i Afrika, något som skulle noteras av alla afrikaner. Men Selassie kläddes i guld inför kröningen och fick titlar som Konungarnas konung, Herrarnas herre, Hans kejserliga majestät det erövrande Lejonet av Juda stam, Guds utvalde, titlar som refererar till Uppenbarelseboken 19:16: “Och Han har ett namn skrivet på manteln och låret: Konungarnas konung och herrarnas herre. En svart kejsare klädd i guld och ädelstenar och med alla dessa imponerande titlar hade fattiga afroamerikaner aldrig tidigare sett eller ens hört talas om. De starka värden som Garvey såg i kejsarens ankomst, och Selassies roll som väktare över treeningheten tillsammans med hans överdådiga kröning, där han liknar arketypen av en gud på de fotografier och bilder som finns från 1930-talet och framåt, ledde till att en ny sekt föddes på Jamaica. Inte en slags afrikansk kristendom som Garvey lutade åt, utan en personkult kring Haile Selassie. En tidig rastapredikant, Leonard Barrett, förklarade att "i rastafaris panteon är Marcus Garvey endast underordnad Haile Selassie.

### Leonard Howell
Grupper i utkanten av det jamaicanska samhället som sökte efter en identitet kom snart att betrakta Garvey som härold. En av de viktigaste personerna för att det alls blev någon rastafari-rörelse var jamaicanen Leonard Howell (1898–1981) som i likhet med Joseph Hibbert, Archibald Dunkley och Robert Hinds började predika i början av 1930-talet runt hela Jamaica. Leonard Howells budskap var att Haile Selassie var Messias som synliggjort sig och att de svartas lidande snart skulle vara över. I likhet med 1930-talets vita trodde Howell starkt på raser och den nya rastasekten var utpräglat rasistisk med dagens mått mätt. De svarta skulle få sin hämnd – de vita européerna skulle brinna medan Selassie förde hem slavättlingarna i form av ett stort Exodus. Redan efter några månader som predikant dömdes Howell till två års fängelse för "uppvigling".,
Leonard Howell var en viktigare person än Marcus Garvey när det gällde rastafarirörelsens religiösa utveckling på Jamaica. Garvey hade möjligen inspirerat rastafari genom sitt ofta upprepade "se på Afrika" Han hade börjat grunda en rörelse i St.Thomas, och när han släpptes efter ett kortare fängelsestraff bildade han Ethiopian Salvation Society. Små men många donationer och bidrag till Ethiopian Salvation Society gjorde det så småningom möjligt för Leonard Howell att i slutet av 1930-talet köpa in den 500 tunnland stora egendomen Pinnacle Estate i St. Catherine på den jamaicanska landsbygden för att under 1940-talet etablera en bosättning som skulle ge skydd och mat samt fylla de andliga behoven för de allt fler rastafarianer som sökte sig till Pinnacle Estate.,
På Pinnacle Estate odlade bosättarna marijuana för religiöst bruk, något som medförde ständiga razzior från polisens sida. Howell beslöt till slut i samråd med de äldste på farmen att placera ut vakter. Dessa skulle vara obeväpnade och i första hand larma folket i byn när polisens fordon närmade sig. De plantor som växte var det ingenting att göra någonting åt, men äldre, kvinnor, barn och medlemmar som låg dåligt till hos polisen måste gömmas undan eftersom det fanns en risk att någon skulle dö på grund av misshandel från polisens sida. Vakterna skulle låta sitt hår växa ut till de skräckinjagande frisyrer man sett på bilder från Afrika, bl.a. på kenyanska och etiopiska lejonjägare. Dessa män hade en frisyr som gjorde att de såg ut att ha en lejonman själva. Denna idé, att låta håret växa ut till s.k. "dreads" spred sig ganska fort till alla rastafarianer på Pinnacle Estate och därifrån till yngre rastafarianer på ön – vilka kallade sig Young Black Faith.Tyvärr ledde detta ganska snart till att poliser särskilt gav sig på rastafarianer med dreadlocks. Polisbrutaliteten var på 1950-talet så stor att nästan alla rastafarianer som levde i samhällen och städer flydde ut i bushen. Numera är dreadlocks en modefrisyr i vissa kretsar. Frisyren är därför inte lika intimt knuten till rastafarirörelsen i dag som den var 1950-1980.

## Utveckling fram till 1970-talet
Många av de första rastafarianerna var analfabeter och fick lita till sina läskunninga trosfränders högläsningar ur Bibeln. Afrika, och i synnerhet det etiopiska kejsardömet, blev liktydigt med det andliga begreppet "Mount Zion" (Sion) i Bibeln. I Jesajas 18:e kapitel beskrivs etiopierna, eller något av de etiopiska folken) som ett vackert folk ("Det resliga folket med glänsande hy") som injagar fruktan i sina fiender ("folket som är så fruktat vida omkring). För den första beskrivningen satte rastafarianerna namnet natty och att de var fruktade kallades dread – därav termen natty dread, ett grundbegrepp i rastafarianernas sociolekt. Etiopien beskrivs i Jesaja som ett land som genomskärs av vattendrag, och är ett av otaliga platser på jorden som man spekulerat kring om det kan ha varit Edens lustgård under en mindre torr forntid.
Rastafarianerna började göra sig märkbara under 1930- och 1940-talen, när de bildade fredliga kooperativ med bosättningar kring soptippar i Kingston och andra städer. De hade ett från övriga samhället avvikande sätt att tala, uppträda, klä sig, musicera och försörja sig och började under 1950-talet låta håret växa ut till s.k. dreadlocks. Den "europeiska kulturen", myndigheterna och de kristna kyrkorna avvisades som "Babylon". De valde ut sina egna favoritavsnitt ur Bibeln och eliminerade andra avsnitt, som de menade var felaktigheter introducerade av vita översättare. Ganja (marijuana) användes som en helig ört, avsedd för healing och meditation. Detta, tillsammans med deras hårda utseende och de våldsamma, kriminella element som under 1960-talet började infiltrera rörelsen ledde att de tidvis närmast förföljdes av polisen. De rastafaritroende var i bästa fall tolererade av det jamaicanska samhället. Makthavarna oroade sig för att de skulle orsaka oroligheter och upplopp och rastafarianerna utsattes därför för trakasserier, polisövervåld och godtyckliga fängelsedomar. Deras bosättningar revs, och det var en sådan händelse som fick Desmond Dekker att spela in låten "007 (Shanty Town)" år 1967, en låt som blev en mindre hit i hela västvärlden
I början av 1970-talet anlitade regeringspartiet flera reggaeartister till sina valkampanjer, och i mitten av 1970-talet försökte båda de stora partierna göra det. Partierna fick varsitt stort ungdomsgäng att stödja dem, och något som liknade ett inbördeskrig flammade upp i Kingstons innerstad gång efter annan. De flesta av de rastatroende sångarna och musikerna hade då fått upp ögonen för att de skulle hålla sig borta från politiken eftersom den var en del av Babylon, vilket de rasta-äldste hela tiden hade varnat dem för. Superstjärnan Bob Marley flydde landet 1975 efter att pistolmän hade trängt in i hans bostad och skjutit honom i armen. I sångtexterna började de även vända sig emot kriminalitet och våld – det var inte rättfärdigt att afrikaner rånade eller begick andra brott – och rasta-kommuniteterna rensade ut brottslingar ur de egna leden. Det våldsamma Kingston beskrivs i låtar som "War ina Babylon" med Max Romeo 1976 och "Police and Thieves" med Junior Murvin 1977. Genom reggaen spreds rastafari över världen under 1970- och 1980-talet, men den är i allt väsentligt fortfarande idag en jamaicansk rörelse. På Jamaica har rastafari aldrig fått någon organisation eller struktur, den varierar från fredlig till våldsam, politisk till opolitisk, för eller emot ganja, icke-kristen till etiopiskt kristen. Rastafari tolkas närmast personligt av var och en av rastafarianerna på Jamaica.,,,

### Språket amhariska
Under 1960-talet, medan Medborgarrättsrörelsen och Svarta Pantrarna var aktiva krafter för att höja afroamerikanernas ställning i USA, utvecklades i Jamaica andra aktiviteter för att upplysa främst unga och barn om slaveriet och kolonialismen samt befria öns stora svarta majoritet från dess mentala slaveri. Detta skedde bl.a. genom studiecirklar, och en sådan var kurserna i amhariska, det stora språket i främst norra Etiopien. Amhariskan har inte fått någon bestående betydelse för det jamaicanska samhället, men det finns inom rastafarirörelsen, och även bland reggae-fans, vissa mycket uppmärksammade låtar där en del av texten är på amhariska. Mest känd är vokalistgruppen The Abyssinians låt Satta Massagana.

### Selassies statsbesök 1966
Haile Selassie gjorde ett officiellt statsbesök på Jamaica den 21 april 1966. Flygplanet omringades av över 100 000 rastafarianer som trummade och mässade, och kejsaren blev medveten om den personkult som vuxit fram kring hans person. Ett resultat av detta var att kejsaren, som inte ville vara föremål för någon personkult, försökte övertyga rastafarianerna om att de inte skulle invandra till Etiopien innan de hade befriat hela Jamaicas folk, dvs (då) 1,8 miljoner personer. I diskussioner med rastaäldste beslutade kejsaren dock att avsätta ett landområde för de rastafarianer och övriga afrikaner som ville repatriera, ett område som kom att kallas Shashemane. Efter besöket har 21 april blivit en helig dag för rastafarianerna, kallad Grounation day.,
Haile Selassie, som var överhuvud för den kristna ortodoxa etiopiska kyrkan, förnekade bestämt att han var Gud när han fick kunskap om de jamaicanska rastafarianernas trosföreställningar i samband med sitt besök på Jamaica 1966. Selassie, som var uppenbart besvärad över den gudastatus som lagts på honom, gav dessutom sin ärkebiskop i Nordamerika – Abuna Yesehaq Mandefro – uppdraget att försöka knyta rastafarianerna till den etiopiska ortodoxa kyrka som Selassie själv var överhuvud för. Selassies amerikanske ärkebiskop fick alltså uppdraget att kristna de rasta-troende, en uppgift som han misslyckades totalt med.

## Trosföreställningar

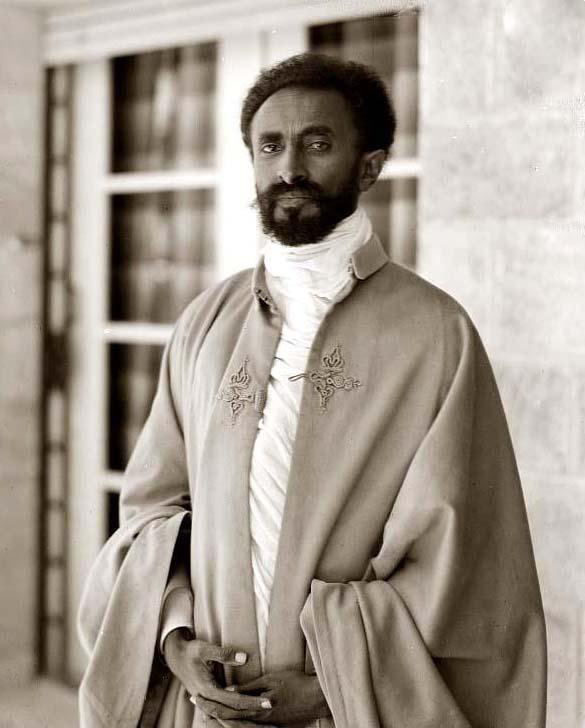
Etiopiens kejsare Haile Selassie (1930 – 1974) hade titeln Hans kejserliga majestät, kejsare Haile Selassie I, Lejonet av Juda, Guds utvalde, konungarnas konung av Etiopien.

Leonard Howell publicerade, trots att han då satt i fängelse, år 1935 under namnet G.G. Maragh den s.k. The Promised Key, en doktrin för rastafari-troende. Några av budskapen har utmönstrats av senare rastafarianer, men fundamenten finns kvar:
- Först och viktigast är erkännande av kejsaren Haile Selassie I som det Högsta väsendet och den ende legitime härskaren över svarta människor över hela världen. Den som inte har denna tro kan inte bli rastafari. Jah är för rastafarianerna en svart, levande gudom vilken vandrar bland oss på jorden och som det finns en gnista av i alla "afrikaner". En gud som finns i himlen anses vara en lögn som vita människor hittat på.
- Den svarta rasens dignitet (betydelse för mänskligheten, värdighet) (ibland sägs "överhöghet" och inte "dignitet")
- Motstånd mot all ondska (wickedness)
- De rastafari-troendes lidande genom förföljelse, orättvisor och hån från den onda världens regeringar och myndigheter
- Guds kommande hämnd på de onda för deras ondska
- Beredskap för att återvända till Afrika när den dagen kommer

Numera frågar sig många rastafarianer hur länge till de ska behöva vänta på att Jah ska ge dem upprättelse och när Afrika ska vara redo att ta emot dem. Äldste brukar svara med ett citat av Haile Selassie:
| ” | Många nedslående timmar kommer att uppstå innan regnbågen av uppnådda mål framträder på horisonten. | „ |

 (Haile Selassie)

### Svart rasism eller ett kärleksbudskap?
Innehållet i Howells och andra rastafarianska förgrundsmäns agitation på 1930-talet är den viktigaste orsaken till att rastafari under 1960- och 1970-talen – när reggaens spreds över jorden samtidigt som begreppet "ras" inte längre var gångbart för indelning av människor – började stämplas som en rasistisk sekt. Detta har dock starkt tillbakavisats. Howell må ha tagit i för mycket, men utomstående glömmer lätt bort att rastafari kanske i första hand inte är en religion utan en social rörelse, påpekar rastafarianern, och en rörelse kan bara delas av dem som har något påtagligt gemensamt, i det här fallet sin historia. Åtminstone 10 miljoner afrikaner fördes som slavar från Afrika till Amerika mellan 1650 och 1900, därav 7 miljoner mellan 1750 och 1850.
Alla svarta afrikaner kan därför ta till sig den sociala rörelse som arbetar med allt från att korrigera rena lögner i de svarta barnens skolböcker till att bekämpa mentalt slaveri. På Jamaica hade knappast den stora svarta majoriteten - med en stor andel analfabeter - fått veta sanningen om den europeiska kolonisationen, imperialismen, triangelhandeln, slaveriet och maroonernas frihetskrig så tidigt som de gjorde om inte rastafarianerna med reggaestjärnorna som megafon hade gjort sanningen känd. Triangelhandeln och slaveriet togs inte ens upp i skolorna och skollitteraturen på Jamaica. Mentalt slaveri har beskrivits som "att hålla ett helt folks längtan i fångenskap".
Men man kan lika gärna tala om en hel världs oförlösta längtan. Varenda människa som finns på jorden idag härstammar från Afrika. En människa – vilken som helst – är till 99,9 procent genetisk identisk med en slumpvis utvald människa var som helst på jorden. Européer, asiater och alla andra på planeten kan ta till sig rastafaris andliga budskap och bejaka sin längtan efter det naturliga och det ursprungliga som bejakas av rastafari. Varenda människa som söker kan, enligt nutida rastafarianers resonemang, finna Jah inom sig och lära sig att förstå Kristus, Selassies och andra stora manifestationers mystiska och egentliga natur. Det är en människas kärleksfulla handlingar och hennes förmåga att meditera med ett rent hjärta som gör en människa till ras – ett amhariskt ord som anses vara äldre än den etiopiska kejsarlinjen och som vanligen översätts till prins, prinsessa eller hertig med prinsstatus, men som även betyder renblodig med hänvisning till kejsarlinjen och i rastafari-sammanhang äkta afrikan. En ljushyad person kan på andlig väg bli en äkta afrikan och rastafarian, men han/hon kan inte bli en del av de svarta afrikanernas rörelse.
Haile Selassie fördömde rasism i sitt tal till FN i oktober 1963. Jesus visade genom sina handlingar att han inte gjorde någon skillnad på härkomst. Den våldsamma rasismen från 1930-talet har till stora delar avlägsnats från rastafari. Moderna rastafarianer tror inte längre på någon inneboende överlägsenhet hos svarta, men många är fortfarande panafrikanska nationalister. En av de två stora moderna rastafari-husen –  Twelve Tribes of Israel, har uttryckligen fördömt alla former av rasism. De flesta rastafarianer accepterar sedan 1970-talet att Afrika är en kontinent med stora problem och att svarta afrikaners krig mot och övergrepp på andra svarta afrikaner är ett faktum och inte västerländsk desinformation.

### Guds namn Jah
Jah är inte en vokalisering av JHVH som förekommer i judarnas Bibel (jämför Jehova, Jahoviah eller Jehovah, där man fyllt på med vokaler mellan konsonanterna i hebreiskans konsonantskrift). Rastafarianerna hänvisar i stället till de många ställen där Iah eller Jah ingår:
| - Abijah – Min Fader är Jah - Adonijah – Min Herre är Jah - Ahijah – Broder till Jah - Berekiah – Jah välsignar - Delaiah – Jah befriar - Elijah – Min gud är Jah - Gedaliah - Jah är stor - Hananiah - Jah är nåderik - Hezekiah - Jah förstärker/styrker - Hoshaiah – Jah har skyddat - Ibnijah – Jah bygger - Irijah – Jah ser - Izrahiah – Jah lyser - Izziah – Jah förenar | - Jahdiel – Jah bringar glädje - Jahir - Gud lyser - Jahleel - Jah väntar - Jahzeel - Jah fördelar - Jedidiah - Älskad av Jah - Jeremiah – Jah har upplyft - Jeriah - Jah har sagt - Jesaiah – Jah är Frälsare - Josiah - Jah (under) stöder - Kenaniah - Jah etablerar - Malkiiah – Min Konung är Jah - Mattaniah - Jahs gåva | - Mikaiah ¹ - Vem är som Jah? - Moriah - Sedd av Jah - Nehemiah – Jah har tröstat - Neriah - Jahs lampa - Netaniah - Jah har givit - Obadiah – Jahs tjänare ² - Pedaiah – Jah frigör - Seraiah - Jah är härskare - Tobiah - Jah är god - Uriah - Jah är min lampa - Uzziah - Min makt är Jah - Zerahiah – Jah har höjt sig |

,
¹) Namnet Mikael betyder "Vem är som Gud?"
²) Arabiskans "Abdullah" har samma betydelse

### Sociolekt

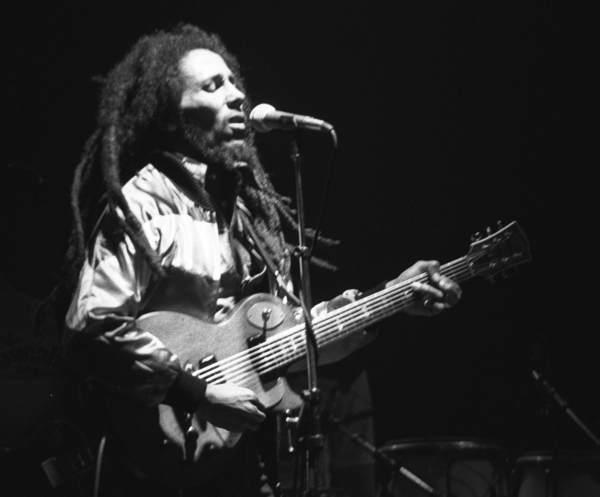
Bob Marley på konsert i Zürich 1980.

Rastafarianer, både i och utanför musikbranschen, har utvecklar en egen sociolekt som språkligt skiljer sig från den kreolengelska (även kallad patois eller broken english av lingvister, men jamic av jamaicanerna själva) som talas av framför allt den stora massan outbildade jamaicaner. Hur man talar har en central betydelse för den religiösa identiteten. Pronomet "mi", som ofta används i stället för I på Jamaica, bannlystes av rastafarianerna då det ansågs vara en kvarleva av slavmentaliteten. Varken jamaicansk engelska ("Mi a go bak a wuk pan Chewsday") eller standardengelska ("I am going back to work on Tuesday") godkändes. Pronomet "I" (jag) har gjorts om till "I-man" och i stället för "we" säger rastafarianerna "I and I" för att poängtera att alla är delar av en stor helhet. Även i övrigt vimlar rasta-språket av I-ord: Ital (natural), Idren (bredren), Ites (red, hi), 'Iowa (ever), etc. "Irie Ites" är en hälsningsfras som är svåröversatt.
Nyord, som exempelvis "overstand", är vanligt bland rastafarianerna, liksom lånord från afrikanska språk. Det förekommer även böner eller uttryck för tillbedjan med ord från de större språken och dialekterna i Etiopien, särskilt Ge'ez. I musiksammanhang framfördes rastabudskapet på mycket tydlig och ren engelska (bortsett från I-orden) under 1970-talet. De unga sångare som idag anammat Rastafari är mer svårförståeliga för det otränade örat.

### Döden finns inte
Rastafarianerna tror inte på ett liv efter detta någon annanstans än på jorden. De förkastar tanken på själens uppstigande till himlen. Rastafarianer garanteras evigt liv om de följer de föreskrifter som betraktas som ursprungligt afrikanska men som likväl härstammar från den judiska bibeln. Exempel på detta är att äta vegetariskt och att inte använda tobak eller alkoholhaltiga drycker, att tillbe Selassie och att inte klippa håret. I Jeremias bok 22:10 sägs: "Gråt inte över den döde, sörj honom inte. Gråt i stället över den som vandrar bort, ty han skall aldrig återvända och se det land där han föddes." Löftet om evigt liv togs länge så bokstavligt att rastafarianer vägrade att gå på begravningar. Att rastafarianer åldras kan alla se, och till slut sker en slags reinkarnation – en gammal rastafarian vandrar bort, försvinner, och hans/hennes atomer förs vidare till en eller flera individer i den yngsta generationen.  Begreppet "I and I" står för broderskap även på cellnivå, en finns i alla och alla finns i en, och i den nyfödde finns spår av hela den första generationen av slavar och alla senare generationer och av deras kunskaper.
För merparten av världens rastafarianer avled inte Haile Selassie 1975. År 1974 utbröt bondeuppror, strejker och myteri inom militären i Etiopien. Regeringen tvingades avgå och Haile Selassie störtades i en socialistisk militärkupp 1974. Han avsattes den 12 september 1974 och hölls därefter i husarrest fram till sin död den 27 augusti 1975. En militärjunta under beteckningen "provisoriska militära administrationsrådet" (PMAC) tog över makten och etablerade en socialistisk stat. Haile Selassies äldste son, Asfaw Wossen, kallades hem från Schweiz för att efterträda sin far som kejsare. Asfaw Wossen accepterade kejsarkronan, men han gavs ingen makt över landets politik. Den officiella orsaken till kuppen var att Haile Selassie skulle ha fört ut flera miljarder dollar ur landet samtidigt som 200 000 etiopier hade dött av svält mellan 1972 och 1974, och han åtalades också för detta. De äldste i olika rastafarisamfälligheter hävdar att när Selassie hade fullgjort den politiska delen av sitt arbete hade han begett sig till Mount Zions kullar någon annanstans i Afrika för att påbörja det metafysiska arbete som återstod för Afrikas och världens afrikaners frälsning, och något liknande ska ha hänt djupt troende reggaeikoner som Peter Tosh och Bob Marley. De kroppar som begravs är ett slags falska kopior, vilket är fullt möjligt i ett Babylon som anser styras av trollkarlar, astrologer, spöken, politiker och annan "wickedness".
För rastafarianerna uppfattas allt som är naturligt som heligt. Även om de flesta rastafarianer i världen är bosatta i storstäder är idealet att leva nära naturen. Detta tar sig uttryck i att man gärna odlar sina grönsaker själv utan bekämpningsmedel (Ital food). Rastafari understryker betydelsen av naturlighet, Italness, på alla områden och har en positiv inställning till sex, men det måste förekomma inom äktenskapet. Onani och att få utlösning genom oralsex är förbjudet för männen eftersom de då förslösar sin säd; när det gäller kvinnor finns inte motsvarande förbud eftersom kvinnans orgasm till följd av masturbation eller oralsex inte förstör ägg. Rastafari inbegriper de flesta påbud som finns i världsreligionerna: förbud mot att döda, stjäla, ljuga, baktala, vara avundsjuk, olämpliga sexuella relationer, etc. Förbudet mot att döda omfattar även abort och preventivmedel. Människan måste ha tilltro till Guds natur, men människan kan inte begripa vidden av den. Men Guds natur innefattar inte bara en kosmisk skapande kraft, utan också en inre vitalitet av alla skapade ting, inberäknat människan och hennes själ.

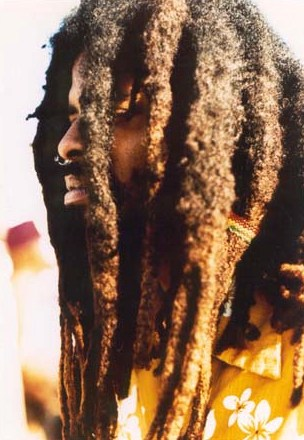
Efter Andra världskriget, åren 1948-55, började rastafarianerna låta sitt hår växa ut till vad de kallade dreadlocks. De hade sett bilder på kenyanska krigare som hade tvinnat sitt hår och låtit det växa som grenar på ett träd. Rastafarianernas hår skrämde länge resten av den jamaicanska befolkningen, och det var också meningen i vissa fall eftersom rastabosättningarna behövde bevakas nattetid mot illgärningsmän. I sina egna ögon var rastafarierna rättfärdiga och goda började de kalla sig Natty dreads.

Genom att göra allt för att förbli helig (afrikan och rastafarian,) genom att ta hand om den kropp han/hon fått av Jah Rastafari tills den tid kommer då hans/hennes löfte till Gud är över (dvs tills han/hon har fått återvända till det paradis i Afrika som han/hon en gång rövades bort ifrån. (Uppfattningen att man är flera hundra år gammal förekommer och därför är samma person som togs till Amerika som slav på 1700-talet). Det är bara det släkte som Gud har övergivit som måste klippa av sig sina "dreadlocks". Jeremia 7:29 säger: "Klipp av dig dina lockar och kasta bort dem, stäm upp en klagosång på de kala höjderna. Herren har förkastat och övergivit det släkte som väcker hans vrede". I den judiska bibeln finns föreskrifter om hur en nazarit ska bete sig: "han måste avstå från vin och andra jästa drycker (...) Under hela den tid som hans löfte gäller ska inget rakblad vidröra hans huvud. Han måste förbli helig tills hans löfte till Gud är över; han måste låta håret på sitt huvud växa långt. Under hela den tid hans löfte till HERREN gäller får han inte gå nära en död kropp" (Torah, nr 6:3-6). Inspirationen till dreadlocks kom från fotografier på afrikanska krigare och jägare som hade håret på det sättet.

### Babylon
Även om Babylon tycks vara ett självgenererande religiöst, militärt, ekonomiskt och politiskt system som (egentligen) håller alla människor i fångenskap, pekas ofta påven och den katolska kyrkan ut som Babylons härskare, eftersom katolska länder som Portugal och Spanien och deras regenter startade slavhandeln. Att det katolska Italien under Mussolini 1935 invaderade Etiopien, och ockuperade landet i fem år,, utan att påven fördömde det och inte reagerade när katolska biskopar gav de fascistiska angriparna sin välsignelse, och än idag inte har bett Etiopien om ursäkt, ses som det värsta av helgerån och ytterligare ett bevis på Babylons ondska (wickedness). Jämte "Babylon" pekas därför även "Rom" därför ut som det onda, våldsamma och förslavande systemet.

## De olika husen inom rastafari
Det finns tre huvudgrenar av rastafari:
- Bobo Shanti, vars medlemmar lever så åtskilda från samhället som det är möjligt. De är helt inriktade på att återförena afrikanerna i diasporan med deras hemland, och fördömer all kontakt med det västerländska samhället.
- Nyahbinghi, som är den äldsta av alla rastafarianska grupper.
- The Twelve Tribes of Israel, som grundades 1968 av Dr Vernon Carrington och som många musikartister tillhör.

Dessa tre hus har det gemensamt att 1) tillbakavisa den europeiska bilden av Gud som en vit fadersgestalt som bor i himlen och 2) att Haile Selassie betraktas som Gud (Jah) eller som en förlängning eller inkarnation av Gud. Många vill inte se dessa hus som sekter sprungna ur en ursprunglig rastafarianism, utan menar att olika riktningar kan ha funnits ända sedan slavtiden.
Efter Bob Marleys död har man talat om ett fjärde hus: Fulfilled Rastafari. Dessa försöker praktisera idealformen av den etiopisk-ortodoxa kyrkans syn på Jesus Kristus lära. Marley konverterade till den etiopisk-ortodoxa kyrkan, som Haile Selassie var medlem och beskyddare av, strax före sin död 1981. Även sångerskan Judy Mowatt har konverterat.

### Nyahbinghi
Nyahbinghi-orden sägs vara den äldsta av alla rastafari-ordnar, och alla de övriga rastafari-husen anses komma från detta "hus", som visserligen har färre än 5 000 anhängare., men som samlar även rastafarianer från andra hus under de mässande trumsammankomster de arrangerar. Namnet har hämtats från drottning Nyahbinghi, som regerade Uganda på 1800-talet och ledde kampen mot europeiska kolonisationsförsök. Medlemmarna av nyahbinghi anser att den etiopiske kejsaren Haile Selassie (1892 - 1975) är en inkarnation av den Högste gudomligheten.
Nyahbinghi-orden kämpar för att få återvända till Etiopien. Det innebär inte att de tror att de afrikaner som från och med 1600-talet bortfördes till slaveriet i Amerika togs från Etiopien. De anser i stället att människan uppstod i det som idag är Etiopien och norra Kenya, och att dessa människor var svarta och alla afrikaners förfäder. Etiopien var Edens lustgård, och kommer att återupprättas till ett paradis på jorden av Selassie för de afrikaner runt om i världen som väljer repatriation. Det är därför den Högste gudomligheten valt att inkarnera sig som Etiopiens kejsare. Även alla andra folk härstammar från ur-afrikanerna i Eden, men dessa har ändrat hudfärg och utseende på grund av att de lämnade Afrika, ändrade sin diet (började äta kött), började dricka alkohol och använda droger, samt i största allmänhet degenererade på grund av ett syndfullt liv. Även de som togs som slavar i Västafrika var delvis degenererade, enligt nyahbinghi. Detta bevisas bland annat av att etiopier aldrig någonsin tagits som slavar.
Alla afrikaners uppgift är att förbereda sig för den dag då Edens/Etiopiens portar öppnas för dem. Det gör de genom att leva som de ursprungliga, oskyldiga invånarna i Eden/Etiopien gjorde. Den som inte är förberedd kommer inte att se något Eden även om de reser till Etiopien. Förutom Eden ligger även rastafarianernas "Mount Zion" eller "Jerusalem" i Etiopien, närmare bestämt i staden Harar, Haile Selassies födelseplats, som ligger på 1 885 meters höjd i östra Etiopien. Under många år har grupper av nyahbinghis från Jamaica gjort expeditioner eller flyttat till Harar, för att upprätta det "Nya Jerusalem" där. Staden har 82 moskéer och räknas som islams fjärde heligaste stad (efter Mekka, Medina och Jerusalem), och finns på Unescos världsarvslista.
För nyahbinghi är ett rent leverne och en framtid i Etiopien allt som räknas. Etiopien finns med i alla deras riter och symboler, inklusive flaggan. Nyahbinghis etiopiska flagga ser lite annorlunda ut; den är uppifrån och ned grön, gul och röd i stället för röd, gul och grön som andra rastafari-fanor, accessoarer och utsmyckningar.
Nyahbinghi använder olika handgjorda trummor som de sjunger mässande till under sina religiösa sammankomster. Den största trumman är bastrumman, som oftast spelas med ett mjukt handverktyg, som exempelvis en tennisboll. Nästa trumma kallas fundeh, en avlång trumma, som spelas med bägge händer i låsta positioner, och genom vilken trumslagaren kan åstadkomma en alt-ton. Bastrumman och fundeh håller rytmen igång för mässande, sång och dans. De är vanligen gjorda av trä, klädda med skinn från vädurar eller baggar. Den minsta trumman, som kallas peta eller repeater, når de högsta tonerna. Den är kort och liten, och klädd med getskinn. Trumslagaren har den relativt nära sig och spelar den med bägge händer med öppna fingrar och det är den typ av instrument som man kan förmedla budskap genom, om alla lär sig att tolka den. Repeatern symboliserar uppror och frihet och var tidvis förbjuden under slavtiden. Den svarar för den rytmiska melodin, kompad av de två större trummorna, men kryddar även musiken med sin egen agenda och rör sig fritt ut och in ur de större trummornas riddim (rytm). Ur religiös synvinkel bör ett riddim korrigeras för att nå ett, som rastafarianer säger, rising of the irix (ett andligt pekande i rätt riktning) om den fas trummandet befinner sig ligger i fel del av gudstjänsten. Trummandet jämställs med bön. Många av nyahbinghi-rytmerna har vävts in i den jamaicanska populärmusiken, reggae, vilken många nyahbinghis inte har särskilt mycket till övers för. Inom genren roots reggae förekommer ibland låtar med mer eller mindre renodlade rytmer och nyahbinghitrummor, och The Wailers låt "Rastaman Chant" (1973) var troligen den första i sitt slag som spelades in och släpptes på ett album, men Bob Marley svarade för sången i stället för en grupp nyahbinghi-rastas.

### Bobo Ashanti
Bobo Ashantis kallas även för Bobo dreads och känns igen på sina hårt lindade turbaner. Kända reggaeartister som anslutit sig till Bobo Ashanti är The Abyssinians, Anthony B, Capleton, Fantan Mojah, Jah Mason, Junior Kelly, Lutan Fyah, Ras Shiloh, Sizzla, Turbulence.
Ordet bobo betyder "svart" och Ashanti är den afrikanska stam från Kumasi i Ghana som man tror att de flesta slavar som fördes till Jamaica kommer ifrån. Prins Emmanuel Charles Edwards (1915 - 1994) var en lärjunge till Leonard Howell, som genom sina färgstarka tal och karismatiska utstrålning kom att betraktas som överstepräst av en växande skara anhängare. Snart hävdade de att han även förkroppsligade Adonaj (det hebreiska ordet för "Herren Gud".  Prins Emanuel grundade den rastafarianska gruppen Bobo Ashanti i Jamaica i trakten av Spanish Town 1958. Han såg sig och betraktades av anhängarna som Den svarte Kristus i köttet, en präst såsom Melkisedek för evigt, utan moder och utan fader. Den nya ledaren heter Trevor Stewart. Bobo Ashanti använde Uppenbarelsebokens femte kapitel för att visa att prins Emmanuel var Kristus – denna gång en svart Kristus – som inkarnerats ännu en gång. Både Prins Emanuel och Haile Selassie betraktas som gudar av Bobo Ashanti-anhängarna. Marcus Garvey anses vara en profet, och Prins Emmanuel som gudomlig präst lik Melkisedek, Haile Selassie som konung och Gud och Marcus Garvey som profet ses som den heliga treenigheten.  Sekten anser att samtliga svarta som är ättlingar till slavar ska repatrieras till Afrika. Dessutom menar Bobo Ashanti att dessa ättlingar ska ersättas ekonomiskt all den skada de lidit genom sina förfäders slaveri.
År 1958 grundade Prins Emmanuel Ethiopia Africa Black International Congress och arbetade samtidigt för att rekonstruera den uråldriga melkisedekiska traditionen. Bobo Ashanti-tron sades bygga på urgamla etiopiska traditioner. Prins Emmanuel blev ordförande, grundare, konung av Bobo Ashanti-huset och därigenom erkänd som en krönt förkämpe för mänskliga rättigheter och rättvisa. Han blev även ambassadör för Hans gudomliga Majestät Kejsar Haile Selassie I av Etiopien när det gällde hemtransport av och skadestånd till slavättlingar i Amerika. Kongressens medlemmar hälsade honom ofta som "King Emmanuel, the 7th Adonai God Jah Rastafari" och mässade "Holy Emmanuel I, King Selassie I, Jah RastafarI. Den 20 november 1992 skrev Prins Emmanuel ett brev till USA:s president Bill Clinton i vilket han begärde att Clinton, Storbritanniens och det brittiska samväldets drottning Elisabeth II, samt FN, skulle utbetala skadestånden och betala slavättlingarnas exodus till Afrika.

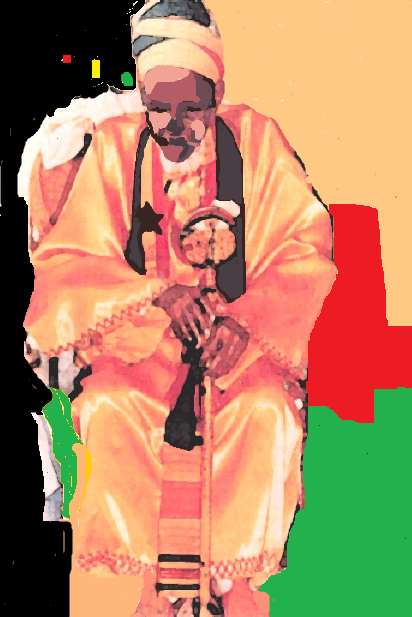
Prins Emmanuel, överstepräst lik Melkisedek sittande på sin tron.

Medlemmarna i Bobo Ashanti bär långa dräkter och mycket hårt lindade turbaner. De lever åtskilda från såväl samhället som andra rastafarianer i sin nuvarande bas i Bull Bay-området i Nine Miles, Jamaica. Bosättningen har viss självständighet från den jamaicanska staten i likhet med Accompong Maroons, även om den inte är en självständig nation inom Jamaica med egen konstitution. Bobo dreads accepterar inte de värderingar och den livsstil som finns i det omgivande jamaicanska samhället. Deras livsstil har stora likheter med den som framhålls i Gamla testamentet och med den judiska mosaiska lagen. Det innebär att sabbaten, då inget arbete är tillåtet, påbörjas vid fredagens solnedgång och pågår fram till solnedgången på lördag (det nya dygnet börjar liksom inom judendomen, islam och bahá'í vid solnedgången). Vidare upprätthålls hygienlagar för menstruerande kvinnor och andra gammaljudiska regler. Medlemmarna i Bobo Ashanti röker inte marijuana offentligt eftersom örten endast är reserverad för religiösa ändamål bland medlemmarna. Bobo Shanti är en självförsörjande grupp som gör och säljer halmhattar, hantverk och borstar för att stödja samhället och man odlar all sin mat själv.
Bobo Ashanti har spritt sig från Jamaica till Bahamas, Virgin Islands, Ghana, Nigeria, Etiopien och Trinidad.

### The twelve tribes of Israel
Den internationellt mest spridda riktningen av rastafari är The twelve tribes of Israel. Detta beror på att de artister som lämnade kristendomen för rastafari i slutet av 1960-talet och i början av 1970-talet valde denna riktning. Detta innefattar reggaeikoner som Bob Marley, hustrun Rita, sönerna David (Ziggy), Stephen, Ky-Mani och Damian, samt artister som Dennis Brown, Israel Vibration, Freddie McGregor, Black Uhuru och Michael Rose. Vernon Carrington (1936 - 2005), som kallades profeten Gad, uppmanade sina anhängare att läsa ett kapitel i Bibeln varje dag för att de själva skulle finna sanningen.
Vissa rastafarianer, och särskilt inom huset The twelve tribes of Israel, anser att de bokstavligen eller åtminstone andligen i själva verket är israeliter, och identifierar sig med Israels tio försvunna stammar. Antagandet är inte så långsökt som det låter. Från Afrika har ju de som härstammar från amerikaslavarna försvunnit, och det har mycket länge funnits både judar och kristna i just Etiopien. Israeliter, Israels folk och Israels barn är i Bibeln benämningar på det folk som har patriarken Jakob (Israel) som stamfar. Folket ska enligt bibeltolkningar tidigt ha delats in i tolv stammar utifrån sin härkomst från Jakobs (Israels) tolv söner: Ruben, Simon, Levi, Juda, Dan, Naftali, Gad, Asher, Isaskar, Sebulon, Josef och Benjamin. Efter kung Salomos död ska hans, och fadern Davids, mäktiga kungarike ha fallit sönder i ett nordrike (Israel) och ett sydrike (Juda). Juda, där Judas och en del av Benjamins stammar ska ha varit bosatta, klarade sig på egen hand längre än nordriket. Kungariket Israel existerade under olika kungar under perioden omkring 1000-722 f.Kr. då det erövrades av Assyrien. När Israels huvudstad Samaria föll efter tre års belägring skingrades dess invånare. Många dödades, andra flydde och Israels härskande klasser fördes bort till en grym slavtillvaro. Efter denna tid har det varit omöjligt att återupprätta någon stamtillhörighet. Det blev upphovet till legenden om Israels tio förlorade stammar, som alltså även rastafarianerna hävdar på sitt sätt.
När det gäller det södra riket, Juda, bestod detta 125 år längre än nordriket. Denna gång hade Babylon i stället för Assyrien (båda makterna hade sitt ursprung i det som idag ligger inom Iraks gränser) rest sig som en stormakt i Tvåflodslandet eller Mesopotamien. Under kung Nebukadnessar II erövrade Babylon Jerusalem och därmed Juda år 597 f.Kr. Själva staden förstördes nio år senare. Även i detta fall fördes en stor del av den befolkning som hörde till de härskande klasserna bort, denna gång till den babyloniska fångenskapen. Tillvaron för de tillfångatagna hebréerna var bättre än i Assyrien, där alla fångars identitet tycks ha försvunnit spårlöst. I dagens Amerika har de svarta svårt att finna sina rätta rötter. De är som föräldralösa barn som inte vet vilken stam de tillhör, och för krig mot varandra (tribal war) i de vitas storstäder i väst.
Medlemmarna av Twelve Tribes of Ysrayl anser i regel att Yahshuwah eller Yesus Kristos var Messiyah (Messias), Herren och Frälsaren. Den etiopiske kejsaren Haile Selassie ses som gudomligt utpekad av Skaparen för att representera honom på jorden som Det härskande Lejonet av Juda stam (The Conquering Lion of the Tribe of Judah (Yahudah)). Selassie är således inte Yesus men ändå messias – en Messiyah i kunglig skepnad, ett uppfyllande av Israels kung Davids förbund med Gud och Yesus löfte enligt Johannesevangeliets 16:e kapitel om att sända en Hjälpare. Den annorlunda stavningen – till exempel Yahshuwah/Yahshua respektive Yesus är hebreiska respektive amhariska/ge'ez (etiopiska språk – har att göra med en övertygelse om att den ondska som de vita slavägarna och kolonialherrarna uppvisade berodde på att de var hedningar, och därmed var även namnet Jesus falskt. De 12 stammarna är symboler för de 12 söner som patriarken Yahqob (Jakob) hade och ligger till grund för den fornisraelitiska kalendern. Bob Marley, som föddes i februari, är enligt denna gamla kalender av Yowseph (Josefs) stam och kan i någon utsträckning ha haft den bibliska Josefs egenskaper – en person som hellre tillbringade dagarna med att spela och sjunga för att glädja fadern Jakob än att arbeta tillsammans med sina elva bröder; en drömtydare, förkunnare, en person som lyckades få farao och hela det egyptiska folket att lagra grödor under sju goda år för att ta av under de efterföljande sju svåra åren. Sångerskan Judy Mowatt hälsade ofta Bob med titeln Josef.

### Fulfilled Rastafari
Ibland nämns även ett fjärde hus: Fulfilled Rastafari. Dessa försöker praktisera idealformen av den etiopisk-ortodoxa kyrkans syn på Jesus Kristus lära , och de kan därmed betraktas som kristna tillhörande samma kyrka som Haile Selassie var medlem och beskyddare av. De ser Etiopiens framlidne kejsare Haile Selassie som en förkämpe för Yeshua eller Kristus, men inte gudomlig i sig. Selassie anses ha levt ett perfekt kristet liv, och därför kan man komma närmare Kristus om man studerar Selassies gärningar, tal och leverne. Enligt fulfilled rastas är Selassie är den främste uttolkaren av Jesu lära och menar att den västliga kristendomen som formats av kyrkofäderna, kyrkomötena och den västliga katolska kyrkan är irrläror i de delar den strider mot Selassies undervisning. I likhet med den etiopisk-ortodoxa kyrkan accepterar de inte heller resultatet av Kyrkomötet i Chalcedon år 451 (och senare kyrkomöten), som genom debatt och omröstning kom fram till att Jesus har en mänsklig och en gudomlig natur. De är i stället monofysiter och anser därför att Jesus har en enda natur – en "mänskliggudomlig" natur där den ena inte på något sätt kan särskiljas från den andra. Termen Fulfilled Rastas anses ha myntats av den jamaicanska sångerskan Judy Mowatt, sedan hon konverterat från rastafari till kristendomen i mitten av 1990-talet. Hon tillhör även dem som hävdar att Bob Marley döpte sig i den etiopisk-kristna kyrkan sju månader före sin död i maj 1981. Detta har väckt mycket ilska hos rastafarianer på Jamaica.

## Tillbaka till "Afrika"
Afrika i allmänhet och Etiopien i synnerhet ses som rastafariernas verkliga hemland, antingen det fysiska landet eller ett slags andligt Etiopien/Afrika. Det senare är den nu vanligare uppfattningen eftersom många insett att Etiopien av idag inte är ett paradis och att krigen och inbördeskrigen i Afrika inte kommer att ta slut inom en överskådlig framtid. Att de svarta folken enas för att leva i fred i en enda afrikansk nation ses som nödvändigt och som ett tecken på att förtrycket av de svarta kommer att upphöra. Det (vita) västerländska samhället som sedan 1800-talet är kapitalistiskt (dessförinnan feodalististiskt), dit afroamerikanernas förfäder förts genom slaveriet, kallas nedsättande för Babylon, och numera även för "Rome".

### Frivillig återvandring
Målsättningen för alla svarta som lever utanför Afrika är, enligt rastafari, repatriering i form av en frivillig remigration eller återvandring – att återvända till sina förfäders Afrika. Men eftersom detta samhälle – idealiserat beskrivet som "Dreamland", "Rainbow Country" eller som ett utopiskt Ethiopia kan inte ske hur som helst och när som helst. Uttåget, afroamerikanernas exodus, kommer att ske när Gud (Iah) har "öppnat vägen". Vanligtvis anses de afrikanska staternas förening till en enda nation där "verklig demokrati" medför att till exempel en stam eller krigsherre som hotar sina afrikanska grannar med krig eller kriminalitet kommer att möta motstånd från ett enat Afrikas fredsstyrkor. En federation lik den som finns i Förenta staterna eller Tyskland har nämnts, men med afrikanska förtecken. Idag finns enligt rastafarianska organisationer bara en blek kopia av EU (AU, Afrikanska unionen, med ett parlament som endast är rådgivande), och som enligt de rastafarianska organen inte förmår göra någonting mot krig, inbördeskrig, övergrepp på civilbefolkningen, fenomenet barnsoldater, folkmord, och så vidare. Verklig demokrati medför också att Afrikas naturresurser ska tillhöra inte bara Afrika, utan alla afrikaner. Skolor och sjukhus i Malawi och Niger ska bekostas med inkomsterna från diamanter och olja som finns i andra delar av Afrika, för att ta ett exempel. Rastafarianernas uppfattning är att så länge afrikan står mot afrikan i Afrika är kontinenten fortfarande i det vita samhällets (Babylons) våld.

### Övernaturlig och/eller jordnära återvandring
Det finns fortfarande en tro hos en hel del rastafarianer att Iah, det vill säga Selassie som 1975 övergick från den rent mänskliga formen till ett högre plan i det andliga skiktet, på ett övernaturligt sätt ska återbörda alla slavättlingar till Afrika. De flesta troende arbetar emellertid (eller dessutom) praktiskt för en naturlig remigrationsprocess. Ett viktigt rastafarianskt organ är Ethiopian African Black International Congree Church (EABIC). Internationella lagar stipulerar att alla har rätt till ett hemland, men rättsläget har egentligen aldrig klarlagts när det gäller ättlingar till människor som blev utsatta för brott mot mänskligheten för hundratals år sedan. Artikel 15 i Förenta Nationernas deklaration om mänskliga rättigheter från 1948, artikel 15, säger att: alla har rätt till en nationalitet; ingen får godtyckligt berövas sin nationalitet och heller inte förnekas rätten att ändra sin nationalitet. Här har främst den grupp jamaicanska rastafarianer som kallas Bobo Ashanti genom sin ledare framfört att deras nationalitet är "Etiopien Svarta Afrika" och att de inte behöver ändra sin nationalitet eftersom de redan är afrikaner och nu åter vill vandra under sina egna vinstockar och fikonträd. "Ge oss jämlikhet och rättvisa, dessa grundläggande rättigheter under artikel 15, visa att dessa rättigheter utmynnar i slutsatsen (att det är) en internationell frihet att få bosätta sig efter att ha (utnyttjat) internationell migrationsfrihet, friheten att resa. Detta är den svarte mannens deklaration om rättigheter." (Prince Emmanuel Charles Edward). Dessutom anser många rastafarianer att de som återvandrare har rätt till ersättning eller ett skadestånd för hela den tid som de och deras förfäder – från den förste slaven som skeppades över Atlanten till Amerika och fram till dagens afroamerikaner – lidit i och slavat för Babylon. Det skulle i så fall handla om enorma summor för varje enskild person. På samma sätt har afrikanska länder som Ghana i internationella sammanhang förklarat att en delorsak till "underutveckling" är förlusten av de unga människor som togs som slavar.
Återinvandringen är hur som helst en process som pågått i flera decennier i en inte alltför blyg omfattning. Under 1950- och 1960-talen donerade Etiopiens kejsare Haile Selassie markområden till rastafarianer och andra slavättlingar, som i Marcus Garveys anda ville återvända till sitt ursprung. Det är främst medlemmar av Twelve Tribes of Israel som tagit chansen, medan andra, som Bobo Ashanti-gruppen, har utvecklat goda kontakter med Ghana, ett av de länder som dränerades hårdast på unga människor under slavhandeln. (Det finns inga belägg för att en enda etiopier någonsin förts som slav till den amerikanska kontinenten, men rastafarianer ser inte till nationsgränserna när de talar om Etiopien. De som återvandrat till sina fäders Afrika utvecklar i regel farmer eller handelsbyar och lever enligt den communitarianism som de försökte förbereda sig på i USA, på Jamaica, Trinidad, Hispaniola och andra karibiska öar. Communiteterna kan liknas vid de kibbutzer israelerna började med att anlägga när de fick "sitt" land av FN efter Andra världskriget. Rasta-kibbutzerna får dock inget stöd av USA eller något annat land – däremot samlas en hel del pengar fortlöpande in bland privatpersoner som lever kvar i Amerika. Inom Bobo Ashanti förväntas rastatroende reggaeartister som nått kommersiella framgångar på skivmarknaden i "Babylon", som Sizzla, Capleton, Anthony B och Junior Reid, förväntas bidra med en tiondel av sina inkomster.
Idag är de rastafarianska grupperingarna bara i Karibien ganska många – Davids House, Nyahbinghi, 12 Tribes of Israel, BOBO/EABIC. Dessutom finns icke-rastafarianska organisationer som stödjer repatrieringen: EWF, Jamaica Repatriations, Ethiopian Orthodox Church, UNIA, m.fl. Åtminstone de engelsktalande önationerna är organiserade i Caribbean Rastafari Organisation (CRO), vilket är praktiskt i träffarna med företrädare för Afrikanska unionen (AU).
Rastafarianerna tog aldrig ställning för kommunismen, och betraktade det Kalla kriget som ett renodlat vitt problem. Bibeln tolkas apokalyptiskt med löfte om ett snart kommande "harmagedon", och de sanna afrikanerna i Amerika ska varken rösta eller arbeta politiskt.

## Frånvaron av struktur
Rastafari är en icke auktoritär och ohierarkisk religion som saknar prästerskap och ledning. Det är en anledning till att se rastafari som en religiös rörelse snarare än som en religion. Gudstjänstlokaler finns dock. Den står i stark opposition till den kongregationalistiska form av kristendom, som är vanlig på Jamaica. Rastafari har även ett motsatsförhållande till den katolska kyrkans hierarki och påven. Det individualistiska draget hos rastafari har resulterat i ett vitt spektrum av tolkningar som kan ha drag av gammaltestamentlig judendom. Föreställningarna om ett kommande Harmagedon som endast de rättfärdiga överlever liknar till viss del Jehovas Vittnens uppfattning, med den skillnaden att Gud räddar äkta, rättfärdiga afrikaner i stället för vittnen. En gren av Rastafari har tagit till sig den etiopiska kristendomen, en kyrka som använder en av de äldsta versionerna av Bibeln som finns.
Kvinnor kan av utomstående uppfattas vara lägre stående än männen – Kvinnorna deltar inte i männens rituella sammankomster, utan anordnar egna religiösa sammankomster.
Man kan idag, delvis till följd av reggaemusikens internationalisering, se ett förändrat budskap jämfört med de tankegångar som fördes fram under framför allt 1970-talet. Rastafari är på 2000-talet inte längre en religion enbart för svarta; man predikar universell kärlek och ofta förs ett globalt enighetsbegrepp fram som går ut på att alla människor i grunden är afrikaner och att det finns en gemenskap mellan alla, oavsett nationalitet, som i anden vill "bränna Rom" och "rasera Babylon" – det vill säga bryta med det rådande ekonomiska och politiska systemet till förmån för det andliga Etiopien eller "Mount Zion". Majoriteten av dagens 0,7 miljoner rastafarianer är emellertid övertygade om att Haile Selassie fortfarande lever och vandrar omkring på jorden seende allt som sker.

## Utbredning

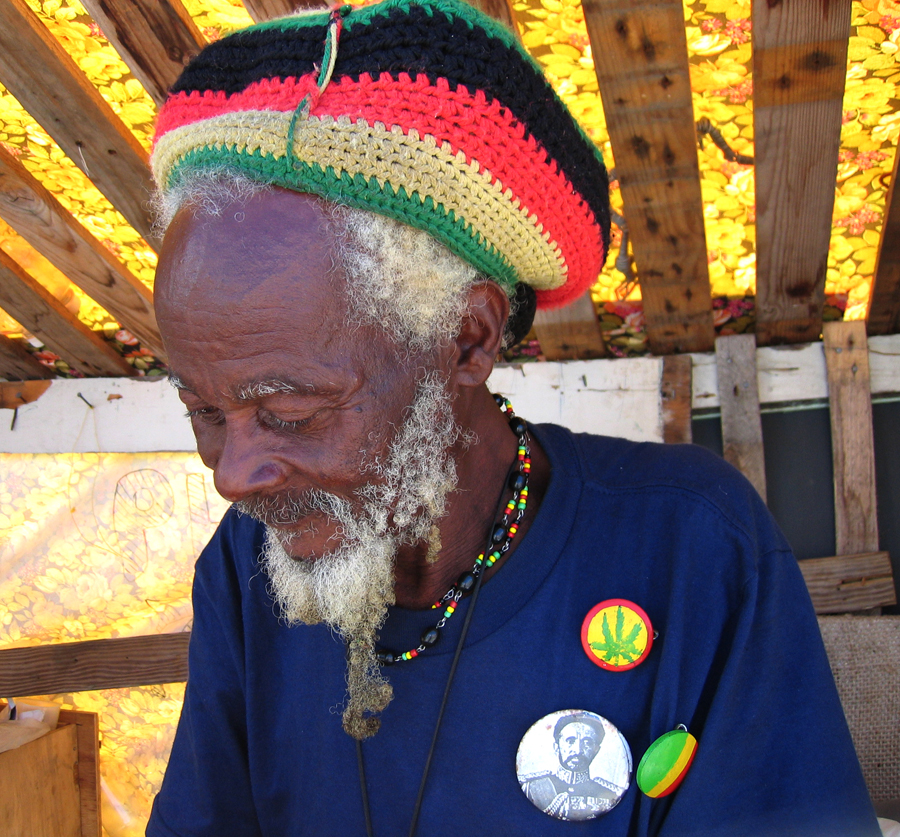
Rastaman på Barbados.

Rastafari har från 1970-talet och framåt spridit sig över hela Västindien, till Storbritannien och andra europeiska länder med svarta invandrare, Nordamerika och Latinamerika, Indien och Afrika. Detta har framför allt skett genom reggae-musikens internationella genomslagskraft, med sångtexter framförda av djupt religiösa artister som Bob Marley och Peter Tosh som såg Haile Selassie som en gudomlig fader, och Burning Spear som genomgående hyllar Marcus Garvey som Rastafaris store profet. Det finns cirka 700 000 rastafarianer i världen, och på Jamaica anses c:a 10% av befolkningen tillhöra denna grupp. Rastafarianer finns även i Etiopien och andra delar av Afrika.
Enligt religionssajten Adherents.com är rastafari utbrett bland personer av afrikanskt ursprung i huvudsak på Jamaica och i afrikanska länder, men även bland människor av afrikanskt ursprung i framför allt den forna kolonialmakten Storbritannien, i övriga engelsktalande Västindien och i viss mån i USA, Kanada, Australien, Nya Zeeland och Västeuropa. Beroende på rastafarirörelsens ostrukturerade form är det svårt att ange antalet troende. Uppskattningarna spänner mellan 200 000 och 700 000. Antalet sympatisörer och fullt ut troende på Jamaica har uppskattats till 1 300 000 människor., men med en befolkning på under tre miljoner, där de flesta tillhör protestantiska kyrkor är detta antal osannolikt.